# Stefanie Holzer
Stefanie Holzer (* 17. Oktober 1961 in Ostermiething, Oberösterreich) ist eine in Innsbruck lebende österreichische Schriftstellerin und Journalistin.
Stefanie Holzer gab gemeinsam mit Walter Klier von 1989 bis 1997 die Kulturzeitschrift Gegenwart (Innsbruck) heraus. Die beiden verfassten auch, in satirischer Absicht im Hinblick auf gängige Erzählmuster des Literaturbetriebs, die 1990 unter dem Pseudonym Luciana Glaser publizierte Erzählung Winterende, eine Paraphrase auf das Schicksal des Schriftstellers Norbert Kaser. Zu Holzers Einzelpublikationen zählt unter anderem die Dorfchronik Gumping sowie der alternative Reiseführer In 80 Tagen um Österreich.
Holzer ist auch als langjährige Kolumnistin der Wiener Zeitung hervorgetreten. 
Stefanie Holzer und Walter Klier haben gemeinsam einen Sohn und Zwillingstöchter.